# 탄수화물 대사
탄수화물 대사(炭水化物 代謝, 영어: carbohydrate metabolism)는 살아있는 생물체에서 탄수화물의 합성, 분해 및 상호전환과 관련된 전체적인 생화학적 과정이다.
탄수화물은 많은 필수적인 대사 경로의 중심이다. 식물은 광합성을 통해 이산화 탄소와 물로 탄수화물을 합성하여 태양으로부터 흡수한 빛에너지를 화학 에너지로 전환하여 저장할 수 있다. 동물과 균류는 식물을 섭취하여 세포 호흡을 통해 식물로부터 얻은 탄수화물을 분해하여 세포에 에너지를 제공한다. 동물과 식물 모두 세포 호흡을 통해 방출된 에너지를 ATP와 같은 고에너지 분자 형태로 일시적으로 저장하여 다양한 생명 활동에 사용한다.

## 같이 보기
- 물질대사
- 탄수화물 합성
- 탄수화물 분해